# Радянська фразеологія
Радянська фразеологія (також комуністична фразеологія, радянська революційна фразеологія) — неологізми і кліше в російській мові в епоху Радянського Союзу, що мають ряд чітких ознак, які відображають радянський спосіб життя і радянську культуру й політику. Більшість із цих відмінностей, у загальному підсумку, простежується (прямо чи опосередковано, як причинно-наслідкові зв'язки) в утопічній меті створення нового суспільства, шляхах реалізації цієї мети і тому, що було насправді реалізовано[ненейтрально]. Відомо, що фразеологія є найбільш потаємною, інтимною частиною мови: у ній відбиваються характерні особливості мови, в тому числі застарілі мовні категорії, а також «картина світу» народу — його історія, повсякденний побут, релігія, забобони, психічний склад тощо.
«Радянські реалії» (термін Г. Чернова) — це слова, словосполуки й фразеологізми всесоюзного контексту, що відображають соціалістичну дійсність і несуть певну суспільно-політичну чи виробничу інформацію, пов'язану з історією і життям нашої країни, з радянським способом життя: секція класової боротьби (Committee for Class Struggle), артіль інвалідів (invalid's cooperative), Герой Соціалістичної Праці (hero of Socialist Labour), бригадир (brigade leader) та ін.
Явище не обмежується російською мовою, оскільки ця фразеологія пронизує всі національні мови в Радянському Союзі. Тим не менш, російська мова була мовою міжнаціонального спілкування в Радянському Союзі, тому вона є основним джерелом радянської фразеології. Радянська міфологія творилася в російськомовному центрі. Особливості функціонування радянської словесності багато в чому визначались нормуванням і регламентацією її партійно-урядовим апаратом. Партійна пропаганда потіснила і навчальну мову та вплинула на всю систему словесності. Ці явища не були лише результатом ціленаправленої дії урядом на мову.
Радянська фразеологія охоплює не лише радянізми — запозичені в українську мову лексичні одиниці з радянськими оцінними конотаціями чи концептуалізаціями, — а й слова, які називають реалії, так чи інакше обумовлені радянською дійсністю, фразеологізми. Сюди не відносяться слова, які означають виключно радянські заклади (ДПУ, НКВС), але відносяться назви явищ з області політики правлячої партії, номінації реалій із сфери економіки і побуту.

## Втручання у внутрішні закони мови
Одним із найпродуктивніших засобів означування концептуального змісту установок культури є мова. У мовознанні, культурології та філософії мови загальновизнаною є думка про те, що фразеологічний склад (стійкі декількаслівні сполучення, які вимовляються в мові як «готові» її заготовки) є найбільш прозорими для здійснюваних засобами «мови» культури, оскільки в образній основі фразеологізмів відображаються характерологічні риси світобачення, рефлексивно співставлювані носіями мови з цією «мовою». Фразеологічний склад мови — це мовний засіб і спосіб для здійснення через фразеологічні знаки культурно значимих смислів, надаючи їм тим самим і функцію знаків «мови» культури; і дають змогу виражати і міжпоколінно транслювати, але і формулювати в неперестанному діалозі самосвідомість народу — носія мови.
Оскільки французька республіка зовнішньою формою і рамками демократії обманює народні маси, оскільки і в армії розвинута фразеологія демократії, для того щоб тим вірніше закабаляти французьких робочих, у вигляді солдат, інтересам французької біржі. (Лев Троцький. Советская республика и капиталистический мир. Часть ІІ. Гражданская война)
Французька революція, одна з найважливіших подій в історії людства, глибоко змінила хід сучасної історії. Майже всі майбутні революційні рухи озиралися назад до цієї революції, як їх попередника. Тому і в мові діячів Французької революції, і в мові революціонерів у Росії були спільні риси, але були риси й відмінні. Склад термінів, характерних для часу Французької революції, представляє багато філософських термінів, багато елементів латинської та грецької мови. Діячі Французької революції успадкували ці елементи від попередньої епохи, — від «століття просвіти». Наявність латинських слів і суфіксів могло появитися також під впливом латинської мови і римської літератури. Явища, інститути та особи римської республіки бували іноді зразками для діяльності французьких революціонерів.
Оскільки в соціальному житті величезне значення належить процесові наслідування, взаємного навіювання, процесу, що діє в середовищі осіб, які перебувають в просторовій близькості один від одного — у революційні роки дуже сильно виявлялася мовна діяльність. Нові явища, що виникли в революційну епоху, викликали і нові терміни. Для цієї мети були утворені нові слова або колишні слова стали вживатися з іншим значенням. Швидко створюються мовні шаблони, змінюються або втрачаються ті чи інші специфічні відтінки значення слів і конструкцій, що поширюються в широкому партійному та радянському середовищі.
У період 1905-го і наступних років в революційному середовищі встановлюються багато рис щодо форм, лексики і словесних поєднань з їх емоційністю і особливими значеннями, зумовленими середовищем, усіма цими подіями і індивідуальною творчістю, — ті риси, які отримують дуже широке поширення після 1917 року. Протягом першого радянського десятиріччя склалися стиль, форма і структура офіційних документів. І в усному мовленні революціонерів початку 900-х рр., і в мові їхніх творів представлені ті ж риси, які характеризують собою і мову революційних діячів 1917-го і наступних років. Поширення рис мови авторитетних діячів революції, — поширення в широкому революційному середовищі, — роль одних і тих же осіб в період 1905—1906-го і в наступні роки, однакові соціальні переживання — все це обумовлювало однаковість рис мови революційних діячів 1905—1926 рр. З індивідуальних впливів відбився сильний вплив особливостей мови В. І. Леніна, головним чином, в емоційному відношенні. Різниця між мовою революційного часу до 1917 року і мовою після Жовтня полягає в ступені інтенсивності і широті поширення мовних особливостей. Інтенсивність засвоєння цих рис до 1917 року була набагато слабкішою, ніж після 1917 року. Після революції 1917 року мовні риси мови революціонерів стали поширюватися досить інтенсивно, проникаючи в широкі верстви населення міського, фабрично-заводського і частково сільського. Водночас пережиті зміни в значенні і в змісті тих чи інших термінів. Значні відмінності мови революційного часу після 1917 року від мови ранішого часу полягає ще в тому, що з'явилися нові терміни, нові значення зв'язку з новими явищами, предметами, що відносяться до 1917 року і наступних років.
Запозичені слова економічного і політичного походження отримали пізніше, під час революції 1917 року і в наступні роки. Умови їх появи ті ж, які були вказані вище. На допомогу читачам газет і популярних брошур з 1906 року з'явився ряд словників з поясненнями «політичних, соціально-економічних і деяких інших слів». Наприклад: «Тлумач політичних слів і термінів» А. Волгіна і С. Ашина (М., 1906); «Політичний словник, — популярна енциклопедія соціалістичних і політичних відомостей, і словотлумач політичних і парламентарних відомостей» Б. Лінського (СПб 1906.); «Словник з робочого питання» Т. Ч. (М., 1906); «Словник з аграрного питання» (М.1906) і ін. Після 1917 року: Ельцін. Популярний політичний словник (М., 1922); кишеньковий словник «Допомога читачеві газети» (2-е изд, Свердловськ, 1924.); «Політ-словник» (додаток до газети «Комуна», Самара. 1925); Вайзбліт. повний ілюстрований словник іншомовних слів, (М.—Лг. 1926); Левберг. Політичний словник. Вид. 5-те. 1926; і т. д.
Початковий сплеск навмисного карбування з'явився відразу ж після Жовтневої революції. Заявленою більшовицькою метою було «знищити капіталістичну державу з усіма її засобами гноблення». Водночас інструменти держави були об'єктивно необхідні, і вони залишаються, лише під новими іменами. Найбільш яскравим прикладом є «народний комісар»/«Народний комісаріат», що відповідало міністру/міністерству (останні були відновлені в 1946 році).
Іншомовний вплив відбився також на утворенні деяких слів з російських основ, на зміні значення російських слів і на виникненні деяких словесних поєднань:
— Утворення складних слів, складених з двох імен, з яких перше представляє форму називного відмінка однини в повному або скороченому виді: Волховстрой, Невастрой, піонер-рух, піонеротряд, дєтдвіженіе, грошовий знак, культшефство, партзанятія, партпрацівник, політграмота, політкружок, політекономія, просвєтработа, спецставки, твєродежда, проз-одяг («производственная одежда / виробничий одяг»), цехбюро, економкомісця, економробота і багато інших.
— Сполучення з «від», відповідним німецькому «von». Ці поєднання з «від» вказують не на пункт відправлення, а на властивість предмета, на його ставлення до іншого предмету: рос. Спецы от литературы («Изв.» № 214. 1922); рос. Лиходеи от оппортунизма («Правда» № 100. 1926); рос. Ренегаты от коммунизма («Изв.» № 273.1925); рос. Филистеры от соц.-демократии («Изв.» № 273. 1925);
| | рос. Дайте мне за рупь с полтиной Папу от станка, Маму от сохи... |
| — пісенька, яку виспівували в 1924 році в Москві і в провінції в зв'язку з чисткою, з перевіркою складу учнів в вузах («Красная Молодежь» (М., журн.). № 2. 153). |                                                                   |

На цих утвореннях відбився вплив німецької мови, його принципу утворення складних імен по-німецьки: Pionnierbewegung, Geldkasse — «грошова каса». Німецького (німецько-французького) походження були колишні назви: «генерали від кавалерії», «генерали від інфантерії» і тд.
— Утворення із «зверх», — відповідники німецьким утвореням з über- або ober-. Наприклад: Зверх-лівий комуніст (Лен. XV, стор. 187); більшість партії звинувачується зверх-розв'язним опозиціонером в тому, що … («Правда» № 295. 1925).
— Поєднання «загалом і в цілому» (рос. «в общем и целом») — відповідно німецькому «im grossen und ganzen»: Різноманітність деталей і комбінацій зводиться, в загальному і цілому, саме до того чи іншого з цих двох випадків (Лен. VI, стр. 334).
— Поєднання «цілком і повністю» або «повністю і цілком»(рідше) — відповідно німецькому «ganz und voll» («voll und ganz»), «ganz und gar». З'їзд повністю і цілком схвалив рішучу політику більшості ЦК комсомолу («Правда» № 67. 1926).
— «Сьогоднішній день» — німецьке «der heutige Tag»: Віддати залишки сил боротьбі сьогоднішнього дня («Правда», № 90. 1926); Зображення робочого побуту є однією з найважливіших задач сьогоднішнього дня («Изв.» № 14. 1926).
— багато діячів російської революції походили з Польщі та з Південного Заходу Росії. Риси польської мови відображаються значно в мові багатьох осіб, що діють на громадському, політичному і економічному теренах Союзу.
— і т. д.
Пропаганда ідей партії відбувалася у всіляких видах. Один з цих видів, який став застосовуватися на самих початках — це індивідуальна обробка. Особи, які ведуть таку пропаганду, називалися „індивудуалами“ або „індивідуалістами“(рідше). Однією з форм цієї обробки є партійне „хрєстнічество“, „парткрєстнічество“: до члена РКП прикріплюються два-три безпартійних для обробки їх в комуністичному дусі. (Про інші формах дивись в „Правда“ № 134. 1925)
У 1920 році шкільна реформа зазнала змін: в кінці березня і в другій половині серпня була запропонована освітня система, першу частину якої становило „соціальне виховання“, що передбачало єдину трудову школу, яку потрібно було перетворити у школу-клуб, щоб була можливість затримувати дитину цілий день і не допустити сім'ю до виховання. Цілі і завдання закладів народної освіти викладались не професійно-педагогічною мовою, а за допомогою популярної в ті роки політичної фразеології:

Бути знаряддями диктатури пролетаріату з метою знищення класового суспільства і створення нового, провідником принципів комунізму… з метою виховання покоління будівників нового комуністичного суспільства.
Другою частиною „Схеми народної освіти“ була професійно-технічна освіта, яка була стрижнем всієї освітньої системи пролетарської диктатури.
| | \| «Урядове втручання […] у внутрішні закони мови було радянським винаходом і новиною. Ні поляки, ні румуни, ні чехи до цього не вдавалися, як не вдавалася й царська адміністрація дореволюційної Росії».[20] \| |
| «Урядове втручання […] у внутрішні закони мови було радянським винаходом і новиною. Ні поляки, ні румуни, ні чехи до цього не вдавалися, як не вдавалася й царська адміністрація дореволюційної Росії». | |

| | \| «Таким чином на радянській Україні конфлікт між українською і російськими мовами перенесено з зовнішньої, позамовної сфери в середину самої мови. Боротьба відбувалась не тільки в людській психіці, а й у самій мові.»[20] \| |
| «Таким чином на радянській Україні конфлікт між українською і російськими мовами перенесено з зовнішньої, позамовної сфери в середину самої мови. Боротьба відбувалась не тільки в людській психіці, а й у самій мові.» | |

В мові починає посилювати свої позиції партійна словесність, отримуючи статус канцелярської мови: „Вся спеціальна адміністративна термінологія, відома раніше лише вузькому колу чиновників, обновлена і переосмислена, стала надбанням народу, який взяв у свої руки управління державою“, і нові репрезантанти влади відносились до канцелярського стилю з пієтетом, вбачаючи в ньому культурний засіб для володіння владою.
Цитата з програмної статті директора новоутвореного більшовиками 1930 р. інституту мовознавства Академії Наук п. Ткаченка:
| | \| «Пролетаріат [російськомовний], забравши в Україні владу до своїх рук, приніс із собою й свою мову, свою фонетику, лексику, фразеологію… пролетаріат, починаючи з правопису, розуміння окремих слів, — все пристосовує до своїх потреб…»[23] \| |
| «Пролетаріат [російськомовний], забравши в Україні владу до своїх рук, приніс із собою й свою мову, свою фонетику, лексику, фразеологію… пролетаріат, починаючи з правопису, розуміння окремих слів, — все пристосовує до своїх потреб…» | |

Доповідна записка сектора агітації і пропаганди ЦК КП(б), в якій вищим партійним інстанціям зазначено, що до травня 1951 р. було прочитано 280 лекцій на тему: „Сталінська дружба народів“, „Великі будови комунізму“, „Марксизм-ленінізм про релігію і шляхи її подолання“, „Українські буржуазні націоналісти — наймані слуги американсько-англійських імперіалістів“, „Що дала радянська влада трудящим західних областей України“. Було підраховано, що лекції на перелічену тематику прослухало 100 тисяч чоловік. За політичною фразеологією про націоналізм приховувалася ідеологема про інтернаціональну природу радянської культури, позаяк „…українська радянська культура протиставлялася культурі братніх республік і систематично ігнорувалася молдавська радянська культура“.
Див.також: Мовна картина світу

## Радянська фразеологія в 50-ті і 90-ті роки
Радянська фразеологія в 50-ті і 90-ті роки явно випереджувала розвиток цієї дисципліни за кордоном. Багато ідей, озвучених радянськими лінгвістами були запозичені і розвинуті в англо- і насамперед в німецькомовних країнах. Багато в чому німецькомовні дослідження фразеології спирались на ідеї І. І. Чернишової.
Непривабливість радянського життя, розбіжність багатообіцяючої пропаганди і невеселої, часом трагічної дійсності викликали у влади необхідність і в словесному одурманенні. Самозамилування і самовихваляння є ширмою, що прикриває безрадісне існування радянських республік, за якими встановилися казенно-захоплені епітети: квітуча Україна, сонячна Грузія і т. ін.
Однією з відмінних рис сталінської політики була і гігантоманія — не так саме прагнення до всього найбільшого, грандіозного, доти недосяжного, але, що значно гірше, настирливе запевнення в існуванні всього цього в „країні переможного соціалізму“.
Француз Мерсьє, який побував в 1935 роки в СРСР, в своїй книзі URSS; réflexions par Ernest Mercier, 1936, зазначав:
| | \| «Тенденція створювати все в колосальних, зверхамериканських масштабах, без будь-якої на те необхідності, виникає з прагнення вселити громадянам почуття гордості за свою приналежність до самого передового народу в світі, в соціальному і технічному відношеннях. Цим пояснюється, між іншим, і план будівлі в Москві Будинку Рад, заввишки в 450 метрів». \| |
| «Тенденція створювати все в колосальних, зверхамериканських масштабах, без будь-якої на те необхідності, виникає з прагнення вселити громадянам почуття гордості за свою приналежність до самого передового народу в світі, в соціальному і технічному відношеннях. Цим пояснюється, між іншим, і план будівлі в Москві Будинку Рад, заввишки в 450 метрів». | |

Агітпропівська фразеологія в суспільній свідомості і у політичній мові переживає значні зміни — з 1991 року простір комуністичної ідеології різко звузився. Були повернуті старі дореволюційні поняття, з'явились нові, запозичені із міжнародного лексикону, з'явилась принципова можливість говорити громадянам і керівництву країн з Заходом на політичні, економічні, етичні, філософські теми однією мовою, з використанням загальноприйнятих понять.
| | \| «З цього погляду семінар у Коломиї був особливо цікавим. Для ознайомлення з сучасним станом наукової праці українських мистецтвознавців присутнім було прочитано доповіді: «Ленініана в українському образотворчому мистецтві» (Василь Щербак), «Українське народне декоративне мистецтво за 50 років Радянської влади» (Людмила Гура), «Українське народне різьблення на дереві» (Антін Будзан) та «Використання і дальший розвиток прогресивних традицій у сучасній народній кераміці» (Юрій Лащук). Присутні заслухали також доповідь Олени Рославець «Головні тенденції в розвитку сучасного мистецтва Заходу»[29]» \| |
| — Журнал „Народна творчість та етнографія“ (рік заснування 1925), січень-лютий, № 1 1968.] | |
| «З цього погляду семінар у Коломиї був особливо цікавим. Для ознайомлення з сучасним станом наукової праці українських мистецтвознавців присутнім було прочитано доповіді: «Ленініана в українському образотворчому мистецтві» (Василь Щербак), «Українське народне декоративне мистецтво за 50 років Радянської влади» (Людмила Гура), «Українське народне різьблення на дереві» (Антін Будзан) та «Використання і дальший розвиток прогресивних традицій у сучасній народній кераміці» (Юрій Лащук). Присутні заслухали також доповідь Олени Рославець «Головні тенденції в розвитку сучасного мистецтва Заходу»» | |

## Приклади
Прикладами в радянській фразеології є: більшовик, меншовик, «дружба народів», Великі будови комунізму, Українські буржуазні націоналісти, Буржуазний космополітизм, буржуазний шовінізм, радянський народ, Радянський патріотизм, дрібнобуржуазні українські партії, українська дрібна буржуазія і куркульство, класове розшарування селянства (процес розшарування суспільства (наприклад, в селі), різні прошарки його враховуються в партійній комуністичній роботі. Термін прошарку досить часто вживається в мові радянських діячів), національно-буржуазні кола України, робочий клас (у зв'язку з значенням робочого класу відбувається в різних областях культурному, соціальному та економічному житті «орабоченіє», напр., орабоченіє апарату, орабоченіє вищої школи), антирадянізм, загниваючий Захід, Пролетарський інтернаціоналізм, «науковий комунізм», Червона Армія, Самвидав, Коренізація, Соціалістичне змагання, Раднаргоспи, Радянізація, Сільська рада, Радгосп, Радянська людина, Агітпроп, Художня самодіяльність, артист естради, парк культури і відпочинку, суботник, Стаханівський рух, Хрущівка, Нова економічна політика, Перебудова, Воєнний комунізм, Культармійці, гласність, Продподаток, Злодій в законі, Колгосп (неологізм створений відповідно до ідейних цілей радянського режиму), фарцування, цеховики, перевідний карбованець, «чеки Зовнішпосилторгу» (інвалютні рублі — чеки системи «Бєрьозок», прирівняні до валют різних країн. Радянська людина, котра повертається з зарубіжного відрядження і має певну кількість заробленої валюти, володіти цими грошима права не має, і при в'їзді в СРСР валюта відбирається в обмін на спеціальні сертифікати — чеки Зовнішпосилторгу), «черга на автомобіль» (стійке явище в радянському суспільстві, котре з'явилося всередині 1950-х років: записавшись в 1954 році в чергу за автомобілем «Москвич-401» вартістю 9000 рублів, покупець лише в 1957 році міг стати власником «Москвича-402», виклавши за нього вже 15000 рублів), ударництво, сільпо, халтура (в Москву і в інші міста Росії занесено з Півдня та Південного Заходу, з середовища духовенства; на Півдні так називають поминки, поминальний обід, дароване частування; в значенні «нажива» це слово було поширене в московському духовному середовищі (служити в чужому приході). У Радянській Росії «халтура» — назва недоброякісної роботи заради якогось гонорару (борошна, крупи, грошових знаків)), «ножиці цін» (назва розбіжності цін на продукти сільського господарства і продукти промисловості; Утворене на позначення явища штучно встановленої різниці цін на товари промисловості і сільського господарства з метою викачувати гроші на розвиток індустрії), «хлібні займи» і «виграшні займи», активіст, діставання по блату, Політична реабілітація, Ворог народу, наркомат, воєнкомат, дача, стилістичне кліше: вічно живий (про В. І. Леніна), народний артист та ін.
Про так званий «науковий комунізм»:
|                           | «Не можна відгороджуватися словами: «то була епоха «військового комунізму», а тепер епоха НЕПу». По-перше, не треба так захоплюватися, не треба до втрати почуттів повторювати: «воєнний», «воєнний комунізм». Що ж це, як не мислення штампами? Наклеїли люди ярличок: «воєнний комунізм» — і заспокоїлися. А коли доводиться подумати, то до цього ярлика як втамовуючого сумніви засобу і апелюють: сказано адже — «військовий комунізм» — чого вже тут турбуватися; тепер «епоха» НЕПу — нічого не вдієш. І саме та обставина, що «військовий комунізм <...> зовсім не був тільки військовим — до чого звикли любителі ярличкової фразеології — самим блискучим і повним чином ілюструє твердження про те, що невідчувана форма робить неможливим і реальне відчуття змісту»Оригінальний текст (рос.) «Нельзя отделываться словами: «то была эпоха военного куммунизма, а теперь эпоха нэпа». Во-первых, не надо так увлекаться, не надо до бесчуствия повторять: «аоенный», «военный коммунизм». Что же это, как не мышление штампами? Наклеили люди ярлычок: «военный коммунизм» - и успокоились. А когда приходится подумать, то к этому ярлыку в качестве утоляющего сомнения средства и апеллируют: сказано ведь – «военный коммунизм» - чего уж тут беспокоится; теперь «эпоха непа» - ничего не попишешь. И именно то обстоятельство, что «военный коммунизм <…> вовсе не был только военным – к чему привыкли любители ярлычковой фразеологии – самым блестящим и полным образом иллюстрирует утверждение о том, что неощущаемая форма делает невозможным и реальное ощущение содержания» |
| — Г. О. Винокур 1923: 114 | |

Говорячи про радянські мовні шаблони, треба мати на увазі саме словосполучення, а не окремі складові їх слова: «ровесник — жовтень»; «палій — війна», «Революційна законність», «революційне право», «соціалістична етика» і т. ін. Тут же буде доречно згадати і про два нові види штампів, що існували під знаком культу Сталіна і гігантоманії. Відсутність внутрішніх зв'язків між Сталіним і народом призвело до того, що урядові кола і підлабузники «на місцях» вимагали від пересічних громадян щоденного, мало не щогодини підтвердження їх відданості партії і уряду, персоніфікованих в «геніальність» Сталіна. Подібна «відданість» повинна була проявлятися в нестримному і лицемірному славослов'ї, що направляється з будь-якого приводу «батьку народів», «мудрому вождю і вчителю», «найкращому другу» (колгоспників, доярок, артистів тощо), «Великому вождю прогресивного людства», «геніальному наступнику справи Маркса-Енгельса-Леніна», «геніальному керманичу країни соціалізму», «великому полководцеві революції», «організатору великих перемог», «прапороносцеві миру в усьому світі» тощо.
Епітет «сталінський» став узаконеним синонімом всього позитивного, першокласного, найкращого: «під сонцем сталінської конституції», «сталінський блок комуністів і безпартійних», «сталінська турбота про людину», «сталінський гарт» (школа, вишкіл), «сталінська премія», «сталінський лауреат», «сталінський стипендіат», «сталінські соколи», «сталінське плем'я», «сталінський урожай», «сталінський маршрут», «сталінський план перетворення природи», «сталінські будівництва комунізму», «великі споруди сталінської епохи» та ін. Але вже безпосередньо після смерті Сталіна почалася «переоцінка цінностей», переконливі приклади якої призводить Е. Юр'ївський в своїй статті «Другі похорони видатного полководця» (Нове Русское Слово, Нью-Йорк, 20 та 21 липня 1954 г.). Готуючись до нової війни, радянський уряд змушений розвіяти міф про нібито геніального полководця, котрий одноосібно врятував Росію від гітлерівської навали. Відзначаючи ті чи інші дати, пов'язані з Другою світовою війною, радянські газети вже не пишуть про сталінську артилерію, про сталінські принципи ведення бою, про десять горезвісних сталінських ударів. "Нинішні правителі, — каже Є. Юр'ївський, — визнали, що так звана «сталінська епоха» була пройнята порочним «культом особи». Намагаючись довести, що вони були аж ніяк не «хлопчиками на побігеньках» у «вождя і вчителя», а «соратниками, значення яких лише штучно затемнялося тим, хто вважав себе велетнем», особи, які стояли в цей час при владі в СРСР, змушені спростувати легенду про всебічну геніальність Сталіна, а паралельно з цим знищити іще недавно старанно насаджені мовні штампи, що відображали культ Сталіна. Так, в 4 виданні «Філософського словника» 1953 рік, в значно скороченій біографії Сталіна він вже не іменується ні творцем Жовтневої революції, ні другом Леніна, ні навіть творцем конституції.
В радянській ідеологічній моделі Ленін описується як Мудрий, Добрий Вчитель, що підтверджується такими фразеологізмами як заповіти Леніна; виконувати заповіти Леніна; ленінський стиль управління (як канонічний стиль управління); ленінська простота; вчитися жити по-ленінськи. Такі сполучення, як, наприклад, ленінська безпощадність, рос. изворотливость Ленина в рамках цієї моделі неможливі, відповідно і в фразеології радянської епохи. Фразеологізми пам'ять народу, пам'ять поколінь, пам'ять Вітчизни і ін. стають надбанням загальнонародної мови, мають місце численні факти семантичного зміщення лексичних одиниць словникового складу української літературної мови.
|                                                                                 | До слів ярлики приколені, - Чи готові визначення: - Як «вугілля»? - Чорне золото. - А «бавовна»? - Біле золото. - А «ліс»? - Зелене золото. - А «нафта»? - Тут «рідке золото». Є для порівняння ... Він в роздумі не застигне: Немає ні труднощів, ні таємниць. Хто верблюд? - «Корабель пустелі»! Хто «корабель степів»? - Комбайн. Хто ткаля? - «Майстер пряжі». Слюсар? - «Майстер молотка». У нього доярка навіть - «Знатний майстер молока» ... Оригінальний текст (рос.) К словам ярлыки приколоты, – Готовы определения: – Как «уголь»? – Черное золото. – А «хлопок»? – Белое золото. – А «лес»? – Зеленое золото. – А «нефть»? – Здесь «жидкое золото». Имеется для сравнения... Он в раздумьи не застынет: Нет ни трудности, ни тайн. Кто верблюд? – «Корабль пустыни»! Кто «корабль степей»? – Комбайн. Кто ткачиха? – «Мастер пряжи». Слесарь? – «Мастер молотка». У него доярка даже – «Знатный мастер молока»... |
| — М. Слободський та Г. Риклін. Цитата по «Новому Русскому Слову», 30 січня 1951 | |

Радянська мова є блискучим документом не тільки різноманіття форм лінгвістичного розвитку, а й фіксує у всіх тонкощах хід розвитку радянського життя. Дуже показовою в сенсі радянської специфіки виявилася область торгівлі; розвиток її лексики відображає ті потворні форми радянського життя, де плановий розподіл товарів повинен був замінити вільний ринок, який використовує момент конкуренції. Як відбувалася ця заміна, під час завалу магазинів валянками в розпал літньої спеки і купальними трусиками в зимову холоднечу — компетенція не цієї статті.
Перший період розвитку радянської торгівлі відзначений створенням робочих і сільських кооперативів, численних «рабкопов» і «сільпо». Тоді ж народилися слова «споживкооперація», «споживспілка», а в просторіччі «потребілка», котра протиставляється та всіляко обмежується і витісняє з радянського життя «приватника». З кооперативами пов'язаний ряд слів із загальним елементом «пром» (промисловий) — «промкоп», «Промторг», «Промтовари», а також і «ширпотреб» — потворне скорочення цілого виразу: «предмети широкого вжитку». (У найостанніший час цей термін вийшов з офіційного вжитку і став замінюватися найменуванням «предмети народного споживання»). Внаслідок того, що багатьох товарів першої необхідності постійно не вистачає, поширився термін «дефіцитний товар». З іншого ж боку, щоб підтримати оборот, кооперативи нав'язують не потрібні речі своїм покупцям як «примусовий асортимент». У коопераціях зазвичай встановлювався «діфпай» (диференційний пай) для членів, які отримували товари за «збірними книжками» або спеціальними талонами.
Відсутність конкуренції в радянській торгівлі, звідси і вибору, а також недолік товарів («бестоварьє») призвели до того, що радянський громадянин не купує речі відповідно до свого смаку, а бере, що попало, що йому «дають» після довгого стояння в чергах. Звідси вираз: «Що тут дають?», повсюдно витіснило «Що тут продається?» Або «Що тут можна купити?». Це ж стояння в чергах породило і крилату фразу "Хто останній? — Я за вами … ". Втім, багато «свідомих» громадян ображаються цим питанням і прискіпливо поправляють: "Останніх тут немає. Є тільки крайні … "
В епоху «сталінських п'ятирічок» незліченна безліч «Сорабкопов» (Союз робочих кооперативів), «ЦРК» (Центральний робочий кооператив), «ТПО» (Транспортне споживче товариство) і їм подібні потроху ліквідовувалися. Широкі маси населення на ряд років були приречені на напівголодне існування, тоді як при особливо важливих для радянців підприємствах були створені так звані «ОРС» (відділ робітничого постачання) і «ЗРК» (закритий робочий кооператив), інакше називалися «закритими розподільниками», а в просторіччі «распрєдами». Особи, що відали постачанням підприємств і установ товарами — «постачальники», в народі часто влучно називалися «самоснабженцамі».
Рідним братом «постачальника» був «штовхач» (рос. толкач) — одне з численних потворних явищ радянської системи. Він був покликаний, на допомогу постачальнику, добувати своїй установі або підприємству матеріали або сировину, які майже завжди є дефіцитними в Радянському Союзі, а також проштовхувати через стіну радянського бюрократизму будь-які справи, на які відрядила його організація.
«Толкачество» прийняло такі широкі розміри і стало так підривати і без того сильно шкутильгаючу систему радянського
планування, що воно було оголошено «поза законом» і з ним в порядку чергової кампанії повели рішучу боротьбу:
«… Після рішення Ради Міністрів СРСР від 29 травня 1948 року, що забороняє безцільні відрядження і закрившого перед штовхачами двері міністерств … рідшає в нашій країні толкаческоє плем'я і штовхачі, що осіли в Горькому, відчувають себе, можна сказати, останніми з могікан». (Літературна Газета, 8 Січня. 1949).
Через «Внешторг» (Народний комісаріат зовнішньої торгівлі) та відповідних «торгпредів» (торгових представників) воно викидало свої найкращі товари на світовий ринок за демпінговими цінами. До речі, і саме слово «демпінг» поширилося з другої половини 1930 року, коли закордонна преса підняла кампанію з викриття радянського демпінгу, а радянці виступили з різким протестом, запевняючи, що це явище — вигадка «підступних буржуазних писак». Але слово вже увійшло в широкий ужиток. У себе ж в країні радянському споживачеві зрідка «підкидалися» так звані «експортні товари», які вигідно відрізнялися від наявних зазвичай у віданні «Наркомвнуторга» (Народного комісаріату внутрішньої торгівлі), а, по суті, були браком, часто повернутим закордонними фірмами.
Під маркою «Торгзін» (торгівлі з іноземцями), де дуже рідко можна було побачити нечисленних в СРСР іноземців, проходила безсоромна «викачка» у населення останніх залишків цінностей (золота і каменів) в обмін, головним чином, на необхідні продукти харчування.
Перший потік неологізмів, що проник в село — це слова, що характеризують політику класової диференціації, політику взаємного нацьковування: «середняк», «Незаможник», «батрачком», «комбід», «безлошаднік» і, нарешті, «твердозаданєц» — синонім заможного селянина, що мав тверде завдання по здачі продуктів.
Епоха «воєнного комунізму» принесла селу «викачування» хліба для голодуючого міста і фронту, що відбувалося шляхом так званої «продрозверстки» (1919-21 р.р., пізніше заміненої «продподатком»), що проводилася спеціально надісланими з центру «продзагонами». Для запобігання вільної торгівлі і спекуляції на межі сіл встановлювали контрольні збройні пости — «заграділовкі», покликані боротися з «мішочниками» — людьми, котрі приватним шляхом (зазвичай в обмін на міські речі) роздобували в селі продукти, необхідні для голодуючого міста. Подібний рід занять став називатися «мєшочнічеством».
З проведенням «колективізації» ще зросло розпалювання класового антагонізму в селі, в якому чималу роль зіграли надіслані з міста активісти — «парттисячникі» і місцеві «сількори» — сільські кореспонденти, котрі часто займалися доносами під виглядом кореспондентської роботи.
Старе слово «кулак» дає нові похідні — «підкуркульників» — так з кінця 20-х років стали іменувати середняка або бідняка, який виступає на захист заможних селян, а також «розкуркулювати», «розкуркулення» (увійшли в широкий ужиток з другої половини 1929) — конфіскація майна заможних селян і засилання їх самих на далеку північ, чому деякі з них чинили збройний опір. З цим пов'язана популяризація слова «обріз» — позначення гвинтівки з укороченим, обрізаним стволом, зручною для носіння під верхнім одягом і служила знаряддям розплати з членами «сільрад», «предколхозамі» і «уповноваженими з центру», які проводили «ліквідацію куркульства як класу на базі суцільної колективізації»(ця фраза, що стала штампом, вперше вжита в промові Сталіна на 1-ій Всесоюзній конференції аграрників-марксистів 27 грудня 1929 г.).
Соціалізація сіл призводить до насильницького вербування в «колгоспи», вербування самостійних селян — «одноосібників» в «колгоспників» і «колгоспниць». У первісну пору колективізації поняття «індивідуальний селянин» (тобто, що не входить в колгосп) офіційно стало виражатися одним словом «індівідуальнік», а в просторіччі скоротилося в «індус» або «індик».
«Хлібні позики» і «виграшні позики» — спосіб вилучення грошей у своїх громадян, коли Радянський Союз не міг їх зайняти за кордоном. В 1920-х роках для стабілізації рубля вводилися такі позики з прибутковістю нижче інфляції, про яку ніхто нічого достеменно не знав; в 1930-х для підйому промисловості Сталін примусово, «за підпискою» експропріював 10-20 % заробітку; за Брежнєва позики стали добровільним — у людей накопичилося багато грошей, а на полицях магазинів майже не було товарів, в результаті кошти віддавали під 3 % на двадцять років. Позики 1982 року погашалися в 1992 році: за сто рублів давали 160, хоча ціни під впливом гіперінфляції виросли в десятки разів, а не на 60 %.

### Радянський політичний гумор
Російські революціонери, як свого часу і французькі, не соромляться вживати у своїй промові слова і вирази, що
вважалися фамільярними і грубими. В усній і письмовій мови останніх років в достатку зустрічаються такі особливості.
Ця манера знаходить широке поширення в радянській громадськості, особливо в молодому поколінні. Особливо сильно поширилася цинічна лайка, так званий «мат» і інші вирази. Для вираження іронії, невдоволення і гніву, порушуваного вчинками противника, служать також «міцні» слова і вирази, — те, що в цей час було названо «заєзжательством».
Слова нижчих шарів, що увійшли до складу мови партійного і взагалі радянського середовища: парєнь, рєбята, багатій, буржуй, латрига, Пітер, склочник, буза́, бузотьор, бузу терти, сволота, тріпач, нехватка, пивнушка, танцулька (танці), лодирнічання, учьоба, лімон («грошовий»), черв'як (червонець), хабарник, афера, ляпнути (в значенні «сказав що небудь недоречне, необдумане»), хаіть, хорохоритись, розбазарювати (в значенні «розпродавати, розтрачувати на дрібниці»), глотнічать (кричати в зборах), наплювати (не звертати уваги), гнати гроші, гнати монету, і т. ін..
Іронія по відношенню до товаришів-комуністів з приводу яких-небудь розбіжностей часто виражається зверненням: дорогий товаришу, дорогі товариші. І в повсякденному житті стали часто вживати це звернення з деяким, іноді дуже слабким, відтінком іронії.
Для вираження іронії служать деякі архаїзми та церковнослов'янські елементи: -Сей (крім поєднань з день, час, предмет): сей струвіст, сей фактєц; іже з ним; вкупє; вкупє і влюбе; паки і паки.
Усна сатирична творчість пішла в глибоке підпілля, породивши численні і яскраві антирадянські анекдоти. У побуті ж допускаються, та й то не офіційно, лише господарсько-побутові гуморески.
Наприклад, що в голодні роки громадянської війни і розрухи, господарі, запрошуючи гостей до столу, говорили: «Коні подані», а пиріг з м'ясом замість «кулеб'яки» іменували «Кобиляки» (див. С. Карцевский, "Мова, війна і революція ", стор. 35).
В. Каверін, описуючи студентську вечірку кінця двадцятих років, повідомляв, як щось загальнозрозуміле: Ковбаса була трьох сортів — «Маруся отруїлася», «За що боролися» і «Собача радість». (Виконання бажань, Держлітвидав, 1937, стор. 284).
Низький життєвий стандарт радянського громадянина характерний як убогістю їжі, так і бідністю одягу. Це призвело до виникнення такого жартівливого слова як «сэмісезонка», де компонент «семи …» вдало пародіює звичайний «демі …» (демісезонне пальто) і підкреслює, що рядова радянська людина повинна обходитися єдиним верхнім одягом протягом багатьох сезонів:
… У ту пору ж пальто сємісезонноє племіннику у Бога вимолила … (Леонов, Вибране, 472).
В голодному 1933 році єдиним видом ковбаси, яка була у відкритій продажі, була ковбаса з конини. Населення нешанобливо називало її «Кіннотою Будьонного», гумористично пов'язуючи появу цієї ковбаси з відходом в минуле червоної кавалерії, що витіснялася мотомехчастинами.
У книзі М. Соловйова «Записки радянського військового кореспондента» (Стор. 100) наводиться народне додавання до знаменитої пісні про кінноту Будьонного:

рос. Товарищ Ворошилов, война ведь на носу, А конная Буденного пошла на колбасу.

Заборона на початку революції на продаж горілки була знову дозволена під час перебування Рикова головою Раднаркому. Тоді горілка стала іменуватися «риковкой», не без єхидного натяку на прихильність самого предсовнаркома до «зеленого змія».
Жодна радянська жінка не може уявити собі існування без «авоськи» — портативної сітки-кошика, що береться при кожному виході з дому в надії «авось щось дадуть з товарів в одному з магазинів», так як постачання населення проводиться надзвичайно нерегулярно. Під час війни з Фінляндією в 1939-40 році, в зв'язку з усе більш частою відсутністю товарів на ринку, «авоську» іноді називали «напраськой», але останньому найменуванню не вдалося витіснити слово, що вже міцно увійшло в побут: Дарія Василівна сунула в «авоську» банку для томата і відправилася за покупками. (Крокодил, № 14,1949, стор. 11).
Також не оминула народна дотепність підписку на нескінченні позики, що проводяться нібито на прохання народу, але по суті нав'язувані трудящим в обов'язковому порядку. Звідси виник вираз «добровільно-примусово», згодом перейшло і на інші заходи уряду.
Час від часу різноманітні групи радянських працівників — інженери, агрономи, доярки, артисти тощо обсипаються орденами, що проте не врівноважує незмірно більшого числа засуджених і засланих. Так як критерієм для нагородження служать не тільки справжні заслуги в тій чи іншій області, а й сліпе виконання директив партії і уряду і повсюдне прославляння радянської політики, то поряд з терміном «орденоносець» виникла і отруйна кличка «орденопросєц». Виробничо-технічний термін «багатоверстатник, багатоверстатниця» придбав також і гумористично-побутове забарвлення:
- Я, знаєте, багатоверстатниця! ..
Мовою тітки Лекі це означає, що вона займається всім, від манікюру вдома до стрижки пуделів включно. (Л. Ланч, Дорогі гості, 10).
У сатиричному плані вживається і ряд штампів. Вартувало було, наприклад, черговому заходу на кшталт збільшення робочого дня або введення закону про ув'язнення за незначне запізнення на роботу та ін. обрушитися на радянського громадянина, як останній іронічно прорікав горезвісну фразу Сталіна «Жити стало краще, жити стало веселіше…». Зникнення з прилавків державних магазинів предметів першої необхідності, зокрема жирів, пояснювалося тим, що … «масло розтануло під сонцем сталінської конституції» і т. д.

### Ідіоми
Приклади ідіом, фразеологічних одиниць, фразеологізованих сполучень слів: «гнати монету», «прапороносці миру» (радянські воїни), «Нам хліба не треба — роботу давай», «Спершу думай про батьківщину, а потім про себе», «Піонер — всім хлопцям приклад!», «Жовтенята — дружні хлопці!», «Партія розум, честь і совість нашої епохи», «Ленін жив, Ленін живий, Ленін буде жити», «Світу — мир», «Пролетарі всіх країн, єднайтеся!», «Від кожного за здібностями, кожному за працею!», «Опіум для народу», «З хорошим бригадиром — що з радянським командиром» тощо.

### Публіцистична лексика
Представлення величі завдань революції, труднощів в здійсненні їх, погроз і наступів противника — все це відбивається в частому вживанні форм найвищого ступеня, а також епітетів і поєднань для величності, колосальності. З плином часу ці форми, епітети і поєднання втрачають до деякої міри своє емоційне значення і є звичайною приналежністю мови революційної людини.
Приклади:
 — Найвищий ступінь. Надзвичайно широкі маси, найтяжчі [випробування], найрішучішим чином, найколосальніші [зміщення], наймерзенніші [інсинуації], … найвеличніший (рос. величайший) та ін; Після трирічної найболіснішої і найреакційної з воєн. (Ленин (В. И. Ульянов). Собрание сочинений. Т. XV. 1917—1918. М. 1922, стор. 257.)
 — Те ж значення мають утворення з архі-. Вони зустрічаються часто. Особливо любить такі утворення Ленін: Архіреакціонер Баррес. (Ленин. Тактика большевизма); Архіреволюційні резолюції (Ленин. Тактика большевизма); Архіоппортуністична тактика (Ленин. Тактика большевизма). Найвульгарніші архі-«марксистськи» звучать відмовки від неї [від революційної боротьби] (Ленин. Тактика большевизма).
 — Епітети величності, колосальності: Нечуваний (дуже часто у Леніна), небувалий, гігантський, титанічний, жахливий — найбільш поширені епітети грандіозності — Спекуляція досягла нечуваних розмірів (Ленин (В. И. Ульянов). Собрание сочинений. Т. XV. 1917—1918. М. 1922, стор. 339); Капіталістичний світ йде до нечуваного краху (Ленин (В. И. Ульянов). Собрание сочинений. Т. XV. 1917—1918. М. 1922, стор. 332).
 — Поєднання для вираження величності: Ніде в світі; немає у світі; весь світ (вельми часто); світовий масштаб.
 — Категорична імперативність в обстановці воєнного часу, «воєнного комунізму», виражається в поєднанні «у що б то не стало», яке вживається дуже часто: Домогтися у що б то не стало того, щоб Русь перестала бути убогою і безсилою (Ленин (В. И. Ульянов). Собрание сочинений. Т. XV. 1917—1918. М. 1922, стор. 165).
Для вираження підвищеного настрою вдаються до архаїзмів і церковнослов'янських елементів. Ці елементи передставлені в окремих словах, сполученнях і образах: «На Голгофі пролетарської революції буржуазія розіпнула ще одного мученика-революціонера!»; «Євангеліє комунізму»; «апостол комунізму, соціалізму»; «Ось наочний доказ того, як „ліві“ потрапили в пастку, піддалися на провокацію Ісусів і інших іуд капіталізму» (Ленин (В. И. Ульянов). Собрание сочинений. Т. XV. 1917—1918. М. 1922, стор. 275). Відзначені і інші приклади словесних поєднань і образи такого походження.
З часу революції набули широкого поширення гасла і формули, які виражали «основні вузлові пункти», «ударні точки», на які спрямована словесна атака комуністичних і радянських діячів. Ряд гасел були сформульованими раніше, в період підпільної діяльності революціонерів. За зразком цих формул стали виготовляти і кидати численні гасла в революційні роки.
Революційні діячі в міру своїх сил вдаються для вираження емоцій до образної мови. Образи месника за пригноблених, образи заліза і крові, хижого звіра, гідри, гідри з мільйоном щупалець, грандіозного полум'я, з вихором бурхливим
по всьому світу, представляються в промовах революційних діячів.
| | «З часу 1871 року Європа поховала революцію, вона забула барикади повстань. Але, ось, з іншого, що дрімав століттями, берега російський пролетаріат подав Сходу і Заходу сигнал до нового бою. Пролетаріат схрещував руки — ставали поїзди, переривалися пошта, телеграф, понуро і мовчазно дивилися вгору бездимні труби, гасли вогні міст, блукали в морях повсталі плавучі фортеці, демон смерті ширяв над поверхнею Свеа-Борг, Кронштадтом, йшов багатоденний вуличний бій в Москві. Він сколихнув Тегеран, він будив вперлися в вічно синє небо Стамбульські мечеті, від його руху здригнулися високі стіни ... Китаю» |
| — Прокламации 1914 г. Памятники агитационной литературы Росс. Соц.-Демократ. Раб. партии. Т. VI, вып. 1. М. 1923. 21 | |

|                        | Забризканому в гарячій крові жадібному капіталістичному звірові протистоїть молода ще, свіжа, але вже могутня сила колоніального обурення і протесту. |
| — «Правда» № 139. 1925 | |

Прагнення до емоційної образності відбивається на більшій частині слів і поєднань, що вживаються «в переносному
значенні». На численних «лініях» проходить громадська і партійна діяльність. У суспільному житті термін «лінія»
замінює собою «образ дії», «напрямок», «курс»: «Лінію визначатиме пролетаріат» (Ленин (В. И. Ульянов). Собрание сочинений. Т. XV. 1917-1918. М. 1922, стор. 579); «Основне завдання, що стоїть перед з'їздом, — намітити лінію і способи практичної роботи союзу» («Правда» № 291. 1924); «Пленум схвалив лінію ЦК в питаннях організації Радторгфлоту («Правда» № 10. 1925). Неп в цілому, який був відступом по всій … лінії» («Известия» № 118. 1925).
Крім ліній, в мові діячів роблять акцент, ставлять наголос, стержнізацію, коренізацію, загострюють, говорять про верхівки, масиви і активи, прошарки, апарати, комірки, ланки, «відкривають очі», форпости і авангард тощо.
Деякі іменники отримали постійні або майже постійні визначення-прикметники. Цими прикметниками спочатку підкреслювалося особливу якість або властивість предмета і явища, — властивість, що знаходилася в зв'язку з відповідним настроєм мовців, — революціонерів і комуністів.

Боротьба: скажена, нещадна, рішуча.

Привіт: полум'яний, інтернаціональний, комуністичний.

Єдність: залізна, сталева.

Шлях (партії): вірний, ленінський.

Армія: червона, трудова, робоча.
У заголовках газетних статей та повідомлень відбивається значне нововведення в порівнянні з колишнім видом газети. Редактори прагнуть до більш живої, дієвої передачі в заголовку суті змісту. Вживаються дієслівні форми, — форми теперішнього часу першої особи або третьої особи, а також наказові форми або імена і прислівники, емоційно забарвлені.
"Ряд профорганів вже досяг певної стрункості, гармонійності у випуску. Хороший друк і папір, живий монтаж, чіткий, промовний заголовок … « („Известия“ № 100. 1924). Декілька прикладів: 

„Будуємо нове життя. Будемо кріпити змичку“ („Правда“ № 98. 1925).

„Будуємо робочі житла. Б'ємо двох зайців. Боремося за економію палива“ („Правда“ № 105. 1925).

„Ремонтуємо і готуємося до ремонту здоров'я“. „Завод розширюється. Усуньте недоліки“. „Виковували актив. Розкрили недоліки“. „Комуністок в село!“ („Правда“ № 136. 1925).

Необхідною темою зборів в були повідомлення про міжнародне становище. Промови доповідачів на цю тему являють багато слів і словесних поєднань, типових для часу і пережитих обставин. „У нас буває так, що всі доповіді, які робить активіст — будь то про білий терор в Болгарії або про майбутню конференцію — як дві краплі схожі один на одного“. („Северный Комсомолец“» (Ярославль, газ.) № 4. 1926). «До цих пір ще у багатьох працівників не вивелася звичка скликати великі збори (в селі) і проводити мітинги. „Коник“ на всіх таких зборах — доповіді про міжнародне і внутрішнє становище. Для доповідача говорити з чужого голосу хоч цілими годинами — прийом найзручніший, особливо у кого пам'ять хороша. Так воно і казисто … А насправді заїжджені, пустодзвонні і пишномовні фрази про буржуазію і пролетаріат, про імперіалізм, соціал-зрадників, комунізм, про брехунів-попів і т. ін. селянам вже набридли». («Студент-Пролетарий» (Пермь, журн.) № 4. 1924). Мова багатьох таких доповідачів не вплине ні на розум, ні на почуття слухачів. «Скільки шуму, скільки тріскотні, скільки порожнечі було. Виступають 15 ораторів, загинають півгодинні промови, вітання, а робоча молодь слухає і засинає або каже: „Піти краще, а то завтра рано вставати“. („Северный Комсомолец“» (Ярославль, газ.) № 4 1926). Останнім часом з центру стали лунати голоси засуджень безплідної словесної тріскотні. «Щоб керувати нині; треба вміти господарювати, треба знати і розуміти господарство. На одній лише тріскотні про „світову політику“, про Чемберлена і Макдональд тепер далеко не заїдеш». (Сталін. «Известия» "№ 107. 1925). «Поменше шуму, поменше тріскотні, поменше словоблудства, побільше справи». (Бухарін. «Правда» № 34. 1926). Навіть піонери скаржаться на цю балаканину. «Хлопці прийшли (з Москви в село), поїли, поговорили про „міжнародне становище“, Сфотографувалися з селянськими хлопцями і … пішли. А де ж література для селян, де робота в клубі, в ізбі-читальні і т. д.? Нічого цього немає. І вийшла говорильня замість роботи». («Пионерская Правда» (М., журн.). № 13. 1925). Такі засудження повторюються і на місцях … «Маса зросла. Не можна годувати її зараз одними словами. Скільки шуму, скільки тріску, скільки порожнечі було» (в доповідях і промовах), — пише «Північний Комсомолець». (№ 4. 1926).

### Революційні гасла
Одним з видів експресивно-імперативного впливу мови є гасла. Вони в достатку лунають в комуністичному і радянському середовищі. Вони є необхідною прикрасою стін клубу, їдальні, читалень (плакати з гаслами), при процесіях, маніфестаціях, ходах; нашиті або вишиті гасла розвіваються на червоних і бордових прапорах.
Наприклад, до 1-го травня 1926 року Центральний комітет комуністичної партії рекомендував 38 гасел (надруковані в «Правда» № 89. 1926): «5. Пролетарі світу! Стійте міцно на захист першої робочої країни — Союзу радянських соціалістичних республік».
«23. Розпеченим залізом випалимо злодійство, хабар, беззаконня, свавілля».
З інших гасел: «Обличчям до села!» За зразком цього гасла виникли: «Обличчям до розтрат!», «Обличчям до в'язниці!», «Обличчям до друку!» і ін.
Багато гасел складається з поєднання: «хай живе» (та живуть) [те і те]: «Хай живе Комуністичний Інтернаціонал — вождь світового пролетаріату»; «Хай живе чисте повітря!». Дво- або триразове хай живе… «Хай живе Жовтнева революція! Хай живе Червона Армія! Хай живе соціалізм!»; «Хай живе наша ленінська ЄДНІСТЬ! Хай живе наша пролетарська згуртованість! Хай живе наша сталева ленінська партія!» тощо. Так укладається завершувати мову на урочистих зборах.

## Етнографічні моменти в радянській мові
Зміні піддалися і назви деяких народностей Радянського Союзу. Тут колишні назви були головним чином замінені «самоназвами» (термін, який вживається Великою Радянською Енциклопедією) тієї чи іншої народності. Серед них можна відзначити:
| вотяки    | перейшло в | удмурти         |
| гіляки    | перейшло в | нівхи           |
| гольди    | перейшло в | нанайці         |
| зиряни    | перейшло в | комі            |
| камчадали | перейшло в | ітельмени       |
| коряки    | перейшло в | нимилани        |
| ламути    | перейшло в | евени           |
| лопарі    | перейшло в | саами           |
| остяки    | перейшло в | ханте           |
| самоїди   | перейшло в | ненці           |
| тунгуси   | перейшло в | евенки          |
| чемериси  | перейшло в | мари, марійці   |
| черкеси   | перейшло в | адиге, адигейці |
| чукчі     | перейшло в | луороветлани    |

і т. д.
Зі зникненням слова «самоїд» зникає і образливе для ненців уявлення про них як про людей, що харчуються м'ясом своїх одноплемінників, — непорозуміння, яке виникло через вживання ними в їжу сирої оленини.
До позитивних явищ можна віднести і викорінення збірного для тюркських жителів середньоазіатської частини СРСР (раніше Туркестану) слова «Сарт» (собака). Тепер твердо увійшли в сучасну мову назви «туркмен» і «узбек». Вивелися клички «хохол» або «малорос», які у свій час повністю витісняються словом «українець»; проте слово «хохол» відродилося під час війни (див. стор. 119). Поряд з виникненням номінально самостійних союзних і автономних республік, країв і областей, з'явилися незліченні назви дрібних народностей. Так, наприклад, в одному тільки Азербайджані їх виявилося близько десяти, в Дагестані — близько двадцяти, не менше й в Сибіру, де вони раніше об'єднувалися під безособовим позначенням «інородців». Всього СРСР народностей, згідно зі статистичними даними, наведеними в книзі Терського «Етнографічєская фільма» 1939 р., налічувалося 169.
Цікаво відзначити і певні зрушення в назвах жителів міст, зазначені Ф. Гладковим в дещо пуристичній, статті «Про культуру мови»:
… У назвах жителів міст і областей російська мова надзвичайно гнучка, різноманітна і фонетично економна. Закінчення на -ці, -ки, що переважали досі над давньою формою -чані, -янє. Ми говорили і писали: харківці, ростовці, псковичі, тверякі, пензякі і т. д, а слова на -чані, -яне допускалися в рідкісних випадках і тільки поряд з іншими словами (кияни, волжани, англійці, слов'яни) перш за все в сенсі племені, нації і населення державних територій: кияни, куряне — пережиток феодалізму, як згаслі «москвитяне». Але зараз тільки говорять і пишуть: харків'яни, ростовці, горьковчане, краснодарчане… З цього стандарту треба вже писати і говорити «москвачане», «пензачане», «саратовчане», «благовещенскчане» … Все це звучить малограмотно… погано те, що письменники і мовознавці підхоплюють ці принади і некритично узаконюють їх, як норму (див. в тій же академічній «Граматиці» і в «Курсі» Булаховського). (Новий світ, № 6, 1953 стор. 233-34).
Звичайно, зрушення в етногеографічних назвах не обмежилися тільки перейменуванням, а спостерігаються і назви, дані вперше. Це стосується не тільки народностей, але і республік, областей, міст і центрів промисловості.
Найбільш поширеним компонентом назв республік, інкорпорованих в Радянський Союз, опинився формант «стан», раніше рідко зустрічався в російській мові (Дагестан, Туркестан), а тепер фігурує в усіх назвах середньоазіатських республік: Туркменістан, Узбекистан, Таджикистан, Казахстан, Киргизстан (але частіше Киргизія).
Слово «Біробіджан» з'явилося в радянській пресі і в мовному побуті після того, як 8 травня 1934 р був виданий декрет Президії ЦВК СРСР про створення особливої єврейської автономної області, що входить до складу РРФСР. Особливо ж часто це найменування стало з'являтися з 29 серпня 1936 року після нового декрету, який проголосив цю область першою в світі національною єврейською державою. Однак після створення держави Ізраїль і невдачі переселення запланованого числа євреїв в дуже слабо заселений район Приамур'я галас навколо Біробіджана абсолютно вщух, особливо після ліквідації «єврейської автономної області» і включення її в Хабаровський край.
Велике промислове будівництво СРСР повело до виникнення міст, а з ними і їх назв, часом навіть може бути, що були як найменування невеликих містечок і сіл, на місці яких виникли ці міста, або річок, що протікають поблизу них: Караганда в Казахстані, Комсомольськ-на-Амурі (колишнє селище Пермське Далекосхідного краю), Ігарка в Заполяр'ї, Магадан на Колимі, Кемерово і Прокоп'євськ в Кузбасі, Алдан, промисловий центр Якутії (колишнє селище «Непомітний»), Балхаш, що виник біля однойменного озера в Казахстані, де свого часу стояла одна лише кибитка, Беломорськ, що виник з станції Сороки і робочого селища Солунін в Карело-Фінській РСР і багато інших. Це все міста, що в період створення їх носили радянські назви «новобудов».
До «новобудов» належить і сам нововідкритий Кузнецький вугільний басейн (Кузбас), в поєднанні з важкою промисловістю Уралу, що дав нове поняття — Урало-Кузбас. Сюди ж можна віднести і нову Туркестано-Сибірську залізницю (Турксиб), будівництво гідроелектростанцій: Закавказька державна електростанція (ЗАГЕС), Дніпровська державна електростанція (Дніпрогес) і ін, похмурої пам'яті канали Москва-Волга і Біломорсько-Балтійський (Біломорканал), побудовані на кістках десятків тисяч людей. Будівництво цих каналів, куди зганяли сотні тисяч ув'язнених і примусово мобілізованих будівельників, об'єднаних загальним найменуванням «каналармійців», набула такого поширення, що з'явилися абревіатури, що поширилися в народі: ББК (Біломорсько-Балтійський канал), БФК (Великий Ферганський канал їм Сталіна).
Так як більшість промислових центрів утворилося поблизу рудоносних гір, то компонентом, котрий найчастіше зустрічається виявився формант «-горськ», що додається до назв самих гір: Магнітогорськ (на Уралі), Мончегорськ і Хибиногорськ (в Мурманській області), Бокситогорськ і т. д, або до імені одного з революційних вождів — Леніногорськ (на Алтаї), Сталіногорськ (під Москвою).
Перейменування міст у дусі додання їм місцево-національного характеру охоплювало незрівнянно менша кількість міст, ніж введення назв, пов'язаних з революційними поняттями або іменами «вождів». Найбільш поширеним було заміщення (в складних назвах) головного елемента епітетом «… Красно»: Катеринодар — Краснодар, Константиноград — Красноград, Петрозаводськ — Краснозаводськ і т. д. Зустрічалися і повні заміни, як Сорокино — Краснодон, Ольвіополь — Первомайськ, ст. Великокнязівська — Пролетарська; зрідка зустрічалися і позаполітичні перейменування, як Алєксандрова — Запоріжжя, Олександрівськ-Грушевський — Шахти, Новоніколаєвськ — Новосибірськ. Але, звичайно, левова частка перейменувань належала наданню містам імен вождів. Це було тільки частиною того загального захворювання, при якому, заводи, фабрики, кінотеатри, залізничні станції, електростанції, радгоспи, колгоспи і різні громадські установи обов'язково отримували чиєсь ім'я. Скупо перейменувавши на честь основоположників марксизму два приволжських міста, та й то входили до пізніше ліквідовану Республіку німців Поволжя — Єкатеріненштадт (баронський) в Марксштадт (після початку війни компонент «штадт» був відкинутий) і Покровський в Енгельс, радянці у всіляких варіантах, нерідко повторюючись, перейменували безліч міст в пам'ять померлого Леніна: Олександропіль — Ленінакан, Зеленський (В Узбекистані) — Ленінськ, Кольчугіно — Ленінськ-Кузнецький, Петроград — Ленінград (з 1924), Ріддер — Леніногорськ, Симбірськ — Ульяновськ (з 1924), Ходжент — Ленінабад (з 1936), Царицино (під Москвою) — Леніне тощо; і на честь тоді ще живого Сталіна: Бобрики — Сталіногорськ (з 1934), Дюшамбе — Душанбе, Новокузнецьк — Сталінськ (з 1932), Хашурі — Сталініссі, Царицин — Сталінград (з 1925), Цхінвалі — Сталінір, Юзівка (У Донбасі) — Сталін (з 1924, пізніше: Сталіно) тощо.
Наприкінці тридцятих років ім'я Леніна стало «непомітно» забиратися з географічних назв там, де така заміна не дуже кидалася в очі. Так, «Ленінськ» в Туркменській РСР був перейменований в «Новий Чардж», а «Ленінськ» в Московській області прийняв стару назву «Талди». Бажання Сталіна затьмарити ім'я Леніна знайшло своє відображення і в тому, що в «Пік Леніна» був перейменований колишній Пік Кауфмана — найвища снігова вершина Заалайського хребта (7130 м.), тоді як «Піком Сталіна» названа найвища точка всього СРСР — 7495 м, що знаходиться в гірському хребті Академії Наук на Памірі.
Так само називали міста в пам'ять або честь другорядних діячів Революції.
У той час як радянці зовсім нестримно перейменовували міста і села в честь ще далеко не затверджених у історії людей, ще більш типовим виявилося повторне, поспішне і скандальне перейменування, пов'язане з «розвінчанням» багатьох як живих, так і мертвих революційних вождів, віднесених сталінською клікою в горезвісну рубрику «ворогів народу». Так, раніше перейменована в «Троцький» Гатчина стала «Червоногвардійськом», а Єлизаветград, який був з 1924 року «Зінов'євськом», став «Кіровоградом». В цьому відношенні дуже показова і доля міста Баталпашинського, в яке свого часу був перейменований в «Сулимов» на честь колишнього голови Раднаркому РРФСР (пізніше «ліквідованого»). Потім місто було назване «Єжово-Черкеськ», коли ж всемогутній глава НКВС також потрапив в опалу, ім'я його зникло і з назви цього міста, і воно стало просто «Черкеськом». Аналогічне можна сказати і про Гришине (в Донбасі), спершу перейменоване в «Постишев», а потім в «Красноармійськ», і про Єнакієве, в тому ж Донбасі, колись в один час назване «Рикове» і перейменоване в 1936 році в «Орджонікідзе». Що стосується міст, які отримали ім'я щойно згаданого і свого часу дуже популярного наркома важкої промисловості, то, хоча С. Орджонікідзе і не був оголошений ворогом народу, але всі міста, названі на його честь, були поступово перейменовані. Так, Орджонікідзе (Владикавказ) став «Дзауджі-кау» (давня місцева назва). Відносно рівнойменного міста в Донбасі більшовики воліли повернутися до старої назви «Єнакієве», по імені одного з найбільших шахтовласників (!), ніж залишити за ним ім'я члена Політбюро. Орджонікідзеграду було повернуто стару назву «Бєжиця», а Серго (ім'я та партійна кличка Орджонікідзе) — «Кадиївка».